# Cristodulo I di Gerusalemme
Cristodulo I ibn Bahrām, o Cristoforo o Cristodoro (Ascalona, ... – Ramla, 950) è stato il patriarca di Gerusalemme tra il 937 e il 960.
Era nativo di Ascalona. Eutichio racconta che nel 937, il giorno delle Palme, fu testimone di un'invasione araba e che fu patriarca per quattordici anni. Una lettera del 947 di un ufficiale di corte a Costantino VII racconta gli eventi dell'incendio di Pasqua a Gerusalemme e lo menziona.
Il periodo del suo patriarcato fu turbato da una feroce persecuzione che lo costrinse a fuggire da Gerusalemme. Morì e fu sepolto a Ramla durante il quinto anno di regno del califfo al-Muti.
Secondo la cronotassi dei Benedettini, il suo predecessore sarebbe stato un tal Nicola dall'esistenza incerta e il suo successore sarebbe stato Giovanni VI.